# Cholamu-See
Der Cholamu-See (oder Cho Lhamo oder Tso Lhamo) ist ein glazialer See im östlichen Himalaya in Nord-Sikkim (Indien).
Der Gebirgssee befindet sich an der Nordflanke der Dongkya-Gruppe am Rande der tibetischen Hochebene auf einer Höhe von 5014 m. Er besitzt eine Wasserfläche von 106 Hektar und einen Umfang von 5,89 km. Der See liegt nördlich unterhalb des 5495 m hohen Gebirgspasses Dongkya La und gilt als einer der Ursprungsorte des Lachen Chu, des rechten Quellflusses der Tista. Der See ist über eine Straße, die das Flusstal des Lachen Chu hinaufführt, zugänglich. 
Aufgrund seiner Lage im Grenzgebiet zur Volksrepublik China kann der See nur mit entsprechenden behördlichen Genehmigungen besucht werden.